# Italienische Fußballnationalmannschaft (U-15-Junioren)
Die italienische U15-Nationalmannschaft ist eine Auswahlmannschaft italienischer Fußballspieler der Altersklasse U15. Sie untersteht dem italienischen Fußballverband Federazione Italiana Giuoco Calcio (FIGC) und repräsentiert ihn international in der Altersklasse U15.

## Struktur
Da für die U15-Nationalmannschaften kein separates Turnier in Form einer Welt- oder Europameisterschaft existiert, bestreitet die U15-Auswahl lediglich Freundschaftsspiele. Der Fokus dieser Altersklasse liegt daher ausschließlich auf der Talentförderung.
Seit 2011 bestreitet die U15-Auswahl Italiens offizielle Spiele in ihrer Altersklasse.

## Trainer- und Funktionsteam
| Nat.                                | Name                    | Funktion          |
| Trainerstab                         | Trainerstab             | Trainerstab       |
| ----------------------------------- | ----------------------- | ----------------- |
| Italien                             | Enrico Battisti         | Cheftrainer       |
| Italien                             | Bruno Redolfi           | Co-Trainer        |
|                                     | vakant                  | Torwarttrainer    |
| Italien                             | Luca Bossi              | Athletiktrainer   |
| Scouting & Spielvorbereitung        |                         |                   |
| Italien                             | Gianluca Mazziotti      | Spielanalyst      |
| Medizinisches Personal              |                         |                   |
| Italien                             | Sofia Calaciura Clarich | Sportärztin       |
| Italien                             | Emanuele Fabrizi        | Sportarzt         |
| Italien                             | Lorenzo Sapegno         | Sportarzt         |
| Italien                             | Leonardo Previ          | Orthopäde         |
| Italien                             | Marco Scrivano          | Orthopäde         |
| Italien                             | Matteo Ficini           | Physiotherapeut   |
|                                     | vakant                  | Ernährungsberater |
| Sportliche Leitung und Organisation |                         |                   |
|                                     | vakant                  | Delegationsleiter |
| Italien                             | Francesco Lupi          | Sekretär          |
| Stand: 8. November 2024             |                         |                   |

## Trainerhistorie
- 1998–1999: Francesco Rocca
- 2008–2011: Francesco Rocca
- 2011–2018: Antonio Rocca
- 2018–2021: Patrizia Panico
- 2021–2023: Massimiliano Favo
- seit 2023: Enrico Battisti